# تنوع زیستی غنا
تنوع زیستی غنا متشکل از تنوع زیستی گیاگان و زیاگان این کشور است.

## زیاگان
غنا مجموعه گسترده‌ای از زیاگان را در خود جای داده است که از اهمیت بالایی برخوردار هستند؛ زیرا برخی از زیاگان غنا به‌خاطر نرخ کاهشی کنونی در تعداد و توزیعشان وضعیت حفاظتی کسب کرده‌اند. زیاگان اکوسیستم خشکی غنا متشکل از مجموعه‌ای گوناگون از گونه‌ها شامل چندین مورد است که نگرانی حفاظتی نسبت به آن‌ها وجود دارد. آنچه در غنا ثبت شده، نشان می‌دهد که ۲۲۱ گونه دوزیست و خزنده، ۷۲۴ گونه پرنده و ۲۲۵ گونه پستاندار در این کشور وجود دارند که ۹۳ مورد آن‌ها طبق ثبت‌ها در مناطق اکولوژیکی ساوانای غنا زیست می‌کنند.